# Brouwerssluis
De Brouwerssluis is een spuisluis in de Brouwersdam. De sluis is in 1978 in gebruik genomen en verbindt het Grevelingenmeer met de Noordzee.
Toen de bouw van de Brouwersdam in 1971 gereed was, was de zeearm Grevelingen van de zee gescheiden, en ontstond het Grevelingenmeer. Het verdwijnen van de getijdenwerking en de langzame verzoeting van het meer hadden tot gevolg dat veel diersoorten uitstierven, en er andere voor in de plaats kwamen. In de oorspronkelijke plannen zou het meer volledig verzoeten om als zoetwaterreservoir voor onder andere de landbouw te kunnen dienen. In de loop van de jaren 70 werd besloten om de verzoeting tot staan te brengen en het zoutgehalte van het Grevelingenmeer weer op het niveau van voor de afsluiting te brengen. Daartoe was een verbinding met de Noordzee nodig, en men besloot tot de aanleg van de Brouwerssluis. In 1974 werd er met de bouw van de doorlaatsluis begonnen. Op 31 mei 1974 vond de aanbesteding plaats voor de aanleg van een bouwput in de zuidelijke dam in het Brouwershavense Gat, en nadat deze was aangelegd werd op 16 mei 1975 de bouw van de sluis zelf aanbesteed. De oplevering vond plaats op 1 juni 1978, en de sluis werd vervolgens in juli in gebruik genomen. Tegenwoordig staat de sluis in de Brouwersdam, op 30 dagen in de periode september tot december na, het hele jaar door open. Sportvissers maken gebruik van de sluis, en er wordt in met name het voorjaar gevist naar haring. Aan de zeezijde van de sluis zijn vaak Grijze Zeehonden te zien, die daar ook op vis jagen.